# Az órák (Agatha Christie)
Az órák (The Clocks) Agatha Christie angol krimiírónő 1963-ban megjelent regénye, Hercule Poirot belga magánnyomozó főszereplésével. A 33 regényből álló sorozat 29. regénye.
Hazánkban első ízben 1990-ben jelent meg a Hunga-Print Nyomda és Kiadó gondozásában dr. Vincze Ferenc fordításában Órák címmel. A második és harmadik kiadás 1993-ban és 1995-ben, majd az új fordítású kiadás 2008-ban jelent meg Az órák címmel.

## Történet
Sheila Webb Wilbraham Crescentbe indul Miss Pebmarsh-hoz, aki kimondottan őt kérte gyors és gépírói feladatok elvégzésére. Azonban mikor megérkezik a nappaliban egy meggyilkolt férfit talál és rengeteg órát, amelyek mind 16 óra 10 percet mutatnak. Mikor a vak Miss Pebmarsh megérkezik, szinte átesik a holttesten és kiderült nem ő kérette Sheila Webb-et. Egy titokzatos papírdarab nyomait követve Colin Lamb, a kémelhárítás ifjú csillaga is a helyszínre érkezik. Szerencsére Colinnak sok jó barátja van: Hardcastle felügyelő, akit megbíznak az üggyel, és egy idős, bajszos belga úriember, bizonyos Hercule Poirot. Szerepel még a bonyodalmak között egy építési vállalkozó, egy kém, két kíváncsi kiskamasz, egy öregasszony és negyven macska.

## Szereplők
- Hercule Poirot, nyomozó
- Colin Lamb, a Brit Titkosszolgálat tagja, civilben tengerbiológus
- Richard Hardcastle, nyomozó
- Sheila Webb, gyors- és gépírónő
- Miss Pebmarsh, vak tanárnő
- Katherine Martindale, Sheila főnöke
- Edna Brent, gyors és gépírónő
- James Waterhouse, Miss Pebmarsh szomszédja
- Edith Waterhouse, James húga
- Mrs. Hemming, Miss Pebmarsh másik szomszédja
- Josiah Bland, egy építkezési vállalkozó
- Valerie Bland, a felesége
- Mrs. Ramsay, Blandék szomszédja
- Bill Ramsay, Mrs. Ramsay fia
- Ted Ramsay, Mrs. Ramsay másik fia
- Angus McNaughton, egy visszavonult professzor
- Gretel McNaughton, a felesége
- Merlina Rival, a nő, aki azonosítja a holttestet
- Beck ezredes, Colin főnöke
- Geraldine Brown, egy kislány

## Magyarul
- Órák; ford. Vincze Ferenc; Hunga-print, Bp., 1990 (Hunga könyvek)
- Az órák; ford. Molnár Katalin; Európa, Bp., 2008 (Európa krimi)

## Feldolgozások
- Agatha Christie: Poirot: Az órák (Agatha Christie's Poirot: The clocks, 2011) rendező: Charlie Palmer szereplők: David Suchet, Olivia Grant, Anna Skellern